# アシレズクトンジオキシゲナーゼ (鉄(II)-要求)
アシレズクトンジオキシゲナーゼ [鉄(II)-要求]（acireductone dioxygenase [iron(II)-requiring]）は、システイン、メチオニン代謝酵素の一つで、次の化学反応を触媒する酸化還元酵素である。
1,2-ジヒドロキシ-5-(メチルチオ)-1-ペンテン-3-オン + O2 {\displaystyle \rightleftharpoons } 4-(メチルチオ)-2-オキソブタン酸 + ギ酸
反応式の通り、この酵素の基質は1,2-ジヒドロキシ-5-(メチルチオ)-1-ペンテン-3-オンとO2、生成物は4-(メチルチオ)-2-オキソブタン酸とギ酸である。
組織名は1,2-dihydroxy-5-(methylthio)pent-1-en-3-one:oxygen oxidoreductase (formate-forming)で、別名にARD'、2-hydroxy-3-keto-5-thiomethylpent-1-ene dioxygenase (ambiguous)、acireductone dioxygenase (ambiguous)、E-2'がある。